# マルハチ (スーパーマーケット)
株式会社マルハチ（MARUHACHI CO.,LTD）は、神戸市中央区に本社を置き、スーパーマーケットチェーンの「スーパーマルハチ」を展開する日本の小売業者。
キャッチコピーは「阪神エリアの食のライフライン」。

## 概要
1946年に神戸市灘区(灘中央筋商店街)で家庭用品小売店として創業した。(創業地であった本店は2020年2月28日に閉店)
日用雑貨を主に取り扱っていたが、1988年に食品中心のスーパーマーケットに業態を変えた。 
2021年3月現在、阪神間（兵庫県・大阪府）を中心に35店舗を展開している。
シンボルマークはミナト神戸の象徴である「カモメ」が使われている。空を飛ぶカモメをモチーフに、上部を空、下部を海で仕切っている。カモメはその空間を羽ばたく、マルハチの頭文字「M」をシンボライズしたものである。

## 店舗

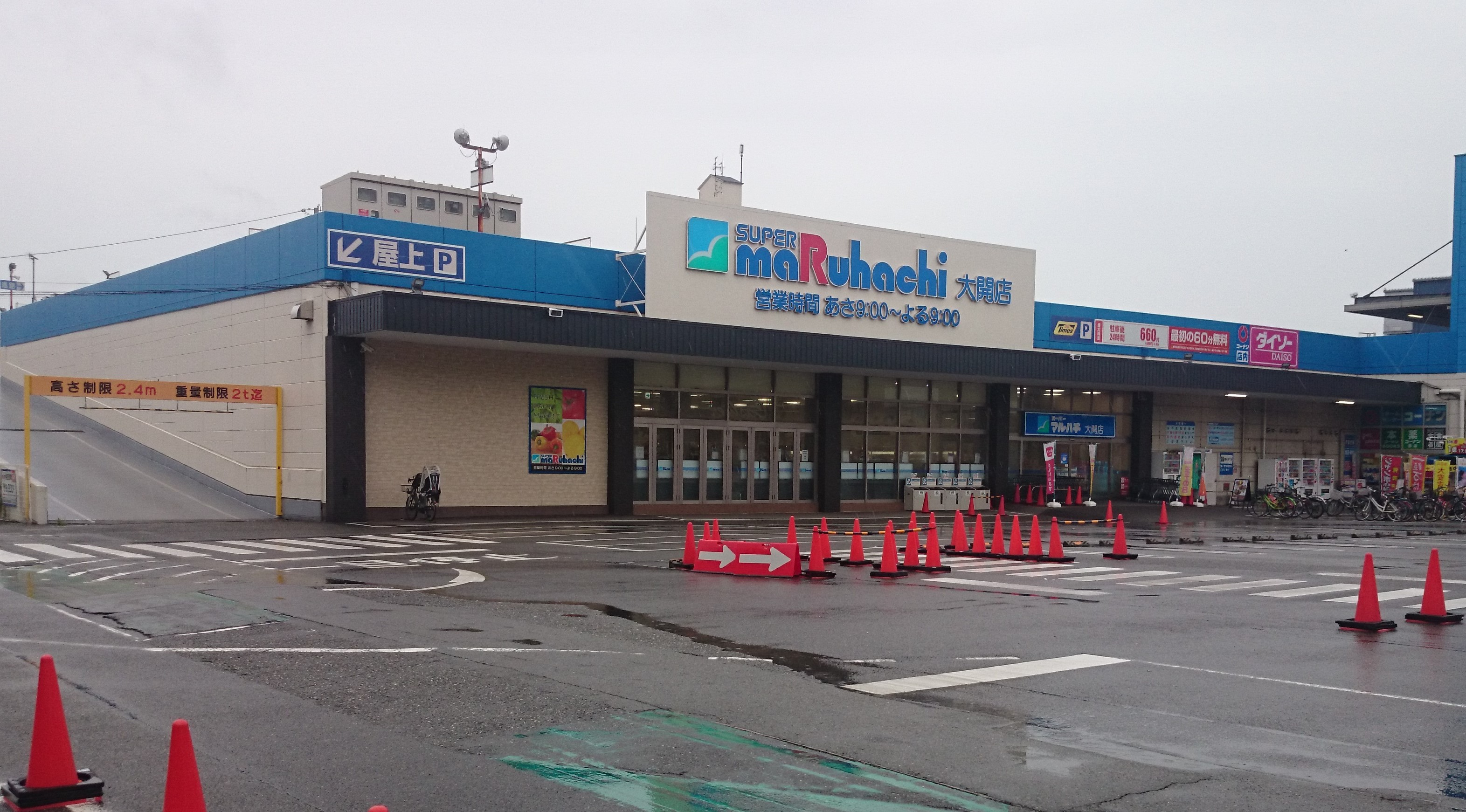
スーパーマルハチ大開店（大阪市福島区大開）

2023年4月現在、兵庫県（神戸市、西宮市、明石市、加古川市
、三田市、伊丹市、猪名川町、芦屋市、尼崎市）と大阪府（大阪市、東大阪市）に店舗が存在している。
- 現行の店舗一覧

### かつて存在した店舗

#### 兵庫県
- 西宮店（2021年7月31日閉店。その後、テナントとして入っていた建物ごと取り壊され、同地に「さくら夙川店」として2023年11月22日新築再オープン）

## 沿革
- 1946年（昭和21年） - 神戸市灘区（現：水道筋店）にて家庭用品小売店として創業
- 1952年（昭和27年）3月 - 法人設立
- 1967年（昭和42年）8月 - 株式会社マルハチに組織変更
- 1972年（昭和47年）5月 - 立花店オープン
- 1988年（昭和63年）9月 - 業態を日用雑貨小売店から食品中心のスーパーマーケットへ転換
- 1989年（平成元年）9月 - 主婦の店退去跡を取得して葺合店オープン（2004年閉店）
- 1992年（平成4年）7月 - 青木店オープン（2004年閉店）
- 1995年（平成7年）12月 - ニッショー退去跡を取得して王子公園店オープン
- 1999年（平成11年）1月 - 西宮店オープン
- 2000年（平成12年）6月 - 初の隣接駐車場付き店舗となる尼崎駅前店オープン
- 2001年（平成13年）3月 - ティオ舞子のキーテナントとして舞子店オープン
- 2001年（平成13年）11月 - アスピア明石の地階フードフロアのキーテナントとして明石店オープン
- 2003年（平成15年）4月 - みてじま店オープン
- 2004年（平成16年）6月 - 鷹取店オープン
- 2004年（平成16年）11月 - 新長田店オープン
- 2005年（平成17年）3月 - 加古川店オープン
- 2005年（平成17年）11月 - 武庫之荘店オープン
- 2006年（平成18年）8月 - 名谷店オープン
- 2007年（平成19年）11月 - 杭瀬店オープン
- 2008年（平成19年）12月 - 三田店オープン
- 2008年（平成20年）5月 - 大開店オープン
- 2008年（平成20年）12月 - 大庄店オープン
- 2010年（平成22年）3月 - 南芦屋浜店オープン
- 2010年（平成22年）5月 - 名谷駅前店オープン
- 2010年（平成22年）8月 - 藤原台店オープン
- 2012年（平成24年）10月 - 甲武橋店オープン
- 2012年（平成24年）12月 - 関西スーパー退去跡を取得して落合店オープン
- 2013年（平成25年）7月 - 金楽寺店オープン
- 2013年（平成25年）11月 - 学園南店オープン
- 2013年（平成25年）12月 - ウッディタウン店オープン
- 2014年（平成26年）1月 - 都島店オープン
- 2015年（平成27年）4月 - 本部を神戸市中央区に移転
- 2015年（平成27年）4月 - 鴫野店オープン
- 2015年（平成27年）8月 - 高井田店、箕谷店オープン
- 2015年（平成27年）11月 - 園田店オープン
- 2016年（平成28年）3月 - 大正店オープン
- 2017年（平成29年）3月 - 野中北店オープン
- 2017年（平成29年）11月 - 西明石店オープン
- 2018年（平成30年）5月 - 鹿の子台店(神戸市北区)オープン
- 2018年（平成30年）6月 - 日生中央店(兵庫県川辺郡)オープン
- 2021年（令和3年）3月 - 新大阪店(大阪市)オープン
- 2022年（令和4年）7月 - 柳原店オープン[1]